# Лига наций УЕФА 2022/2023. Лига A
Лига наций УЕФА 2022/2023. Лига A (англ. 2022/2023 UEFA Nations League A) — третий розыгрыш сильнейшей лиги одноимённого турнира под эгидой УЕФА. Жеребьёвка лиги A Лиги наций УЕФА 2022/2023 прошла в Ньоне 16 декабря 2021 года. В лиге A участвуют 16 лучших команд по итогам прошлого сезона Лиги наций..
Матчи в группового этапа пройдут с 2 июня 2022 года по 27 сентября 2022 года.
4 сборные, занявшие первые места в своих группах, выходят в финал Лиги наций, который состоится с 14 по 18 июня 2023 года, и будут посеяны в группу из 5 команд в отборочном турнире на чемпионат Европы 2024, чтобы сыграть в финале Лиги наций. 4 сборные, занявшие последние места, вылетят в лигу B.

## Команды

### Изменения
По итогам прошлого сезона Лиги наций произошли следующие изменения в составе лиги:
| Вылетели в лигу B                                    |
| ---------------------------------------------------- |
| - Босния и Герцеговина - Исландия - Украина - Швеция |

| Вышли из лиги B                     |
| ----------------------------------- |
| - Австрия - Венгрия - Уэльс - Чехия |

## Жеребьёвка
Команды в корзинах расположены в соответствии с общим рейтингом Лиги наций 2020/2022. Корзины были утверждены 22 сентября 2021.
| Команда           | Поз. |
| ----------------- | ---- |
| Франция (Чемпион) | 1    |
| Испания           | 2    |
| Италия            | 3    |
| Бельгия           | 4    |

| Команда    | Поз. |
| ---------- | ---- |
| Португалия | 5    |
| Нидерланды | 6    |
| Дания      | 7    |
| Германия   | 8    |

| Команда   | Поз. |
| --------- | ---- |
| Англия    | 9    |
| Польша    | 10   |
| Швейцария | 11   |
| Хорватия  | 12   |

| Команда | Поз. |
| ------- | ---- |
| Уэльс   | 13   |
| Австрия | 14   |
| Чехия   | 15   |
| Венгрия | 16   |

Жеребьёвка прошла в штаб-квартире УЕФА в швейцарском Ньоне 16 декабря 2021 в 18:00 CET. В каждой группе может находиться только одна команда из каждой корзины.

## Группы
Расписание матчей было утверждено УЕФА 17 декабря 2021, на следующий день после жеребьёвки.
Начало матчей указано по центральноевропейскому летнему времени (UTC+2), как указано УЕФА. Если местное время отличается, будет указано в скобках.

### Группа A1
| Поз | Команда  | И | В | Н | П | МЗ | МП | РМ | О  | Квалификация или выбывание          |     | Хорватия | Дания | Франция | Австрия |
| --- | -------- | - | - | - | - | -- | -- | -- | -- | ----------------------------------- | --- | -------- | ----- | ------- | ------- |
| 1   | Хорватия | 6 | 4 | 1 | 1 | 8  | 6  | +2 | 13 | Выход в Финальную стадию Лиги наций |     | —        | 2:1   | 1:1     | 0:3     |
| 2   | Дания    | 6 | 4 | 0 | 2 | 9  | 5  | +4 | 12 |                                     |     | 0:1      | —     | 2:0     | 2:0     |
| 3   | Франция  | 6 | 1 | 2 | 3 | 5  | 7  | −2 | 5  |                                     | 0:1 | 1:2      | —     | 2:0     |         |
| 4   | Австрия  | 6 | 1 | 1 | 4 | 6  | 10 | −4 | 4  | Вылет в Лигу B                      |     | 1:3      | 1:2   | 1:1     | —       |

| Хорватия | 0:3     | Австрия                                        |
| -------- | ------- | ---------------------------------------------- |
|          | (отчёт) | - Арнаутович 41′ - Грегорич 54′ - Забитцер 57′ |

| Франция       | 1:2     | Дания                |
| ------------- | ------- | -------------------- |
| - Бензема 51′ | (отчёт) | - Корнелиус 68′, 88′ |

| Хорватия              | 1:1     | Франция     |
| --------------------- | ------- | ----------- |
| - Крамарич 83′ (пен.) | (отчёт) | - Рабьо 52′ |

| Австрия      | 1:2     | Дания                       |
| ------------ | ------- | --------------------------- |
| - Шлагер 67′ | (отчёт) | - Хёйбьерг 28′ - Ларсен 84′ |

| Австрия      | 1:1     | Франция      |
| ------------ | ------- | ------------ |
| - Вайман 37′ | (отчёт) | - Мбаппе 83′ |

| Дания | 0:1     | Хорватия      |
| ----- | ------- | ------------- |
|       | (отчёт) | - Пашалич 69′ |

| Дания                        | 2:0     | Австрия |
| ---------------------------- | ------- | ------- |
| - Винд 21′ - Сков Ольсен 37′ | (отчёт) |         |

| Франция | 0:1     | Хорватия           |
| ------- | ------- | ------------------ |
|         | (отчёт) | - Модрич 5′ (пен.) |

| Хорватия               | 2:1     | Дания       |
| ---------------------- | ------- | ----------- |
| - Соса 49′ - Майер 79′ | (отчёт) | Эриксен 77′ |

| Франция                 | 2:0     | Австрия |
| ----------------------- | ------- | ------- |
| - Мбаппе 56′ - Жиру 65′ | (отчёт) |         |

| Австрия          | 1:3     | Хорватия                             |
| ---------------- | ------- | ------------------------------------ |
| - Баумгартнер 9′ | (отчёт) | - Модрич 6′ - Ливая 69′ - Ловрен 72′ |

| Дания                            | 2:0     | Франция |
| -------------------------------- | ------- | ------- |
| - Дольберг 33′ - Сков Ольсен 39′ | (отчёт) |         |

### Группа A2
| Поз | Команда    | И | В | Н | П | МЗ | МП | РМ | О  | Квалификация или выбывание          |     | Испания | Португалия | Швейцария | Чехия |
| --- | ---------- | - | - | - | - | -- | -- | -- | -- | ----------------------------------- | --- | ------- | ---------- | --------- | ----- |
| 1   | Испания    | 6 | 3 | 2 | 1 | 8  | 5  | +3 | 11 | Выход в Финальную стадию Лиги наций |     | —       | 1:1        | 1:2       | 2:0   |
| 2   | Португалия | 6 | 3 | 1 | 2 | 11 | 3  | +8 | 10 |                                     |     | 0:1     | —          | 4:0       | 2:0   |
| 3   | Швейцария  | 6 | 3 | 0 | 3 | 6  | 9  | −3 | 9  |                                     | 0:1 | 1:0     | —          | 2:1       |       |
| 4   | Чехия      | 6 | 1 | 1 | 4 | 5  | 13 | −8 | 4  | Вылет в Лигу B                      |     | 2:2     | 0:4        | 2:1       | —     |

| Чехия                        | 2:1     | Швейцария    |
| ---------------------------- | ------- | ------------ |
| - Кухта 11′ - Соу 58′ (авт.) | (отчёт) | - Окафор 44′ |

| Испания      | 1:1     | Португалия |
| ------------ | ------- | ---------- |
| - Мората 25′ | (отчёт) | - Орта 82′ |

| Чехия                  | 2:2     | Испания                     |
| ---------------------- | ------- | --------------------------- |
| - Пешек 4′ - Кухта 66′ | (отчёт) | - Гави 45+3′ - Мартинес 90′ |

| Португалия                                      | 4:0     | Швейцария |
| ----------------------------------------------- | ------- | --------- |
| - Карвалью 15′ - Роналду 35′, 39′ - Канселу 68′ | (отчёт) |           |

| Португалия                | 2:0     | Чехия |
| ------------------------- | ------- | ----- |
| - Канселу 33′ - Гедеш 38′ | (отчёт) |       |

| Швейцария | 0:1     | Испания       |
| --------- | ------- | ------------- |
|           | (отчёт) | - Сарабия 13′ |

| Испания                   | 2:0     | Чехия |
| ------------------------- | ------- | ----- |
| - Солер 24′ - Сарабия 75′ | (отчёт) |       |

| Швейцария      | 1:0     | Португалия |
| -------------- | ------- | ---------- |
| - Сеферович 1′ | (отчёт) |            |

| Чехия | 0:4     | Португалия                                         |
| ----- | ------- | -------------------------------------------------- |
|       | (отчёт) | - Дало 33′, 52′ - Фернандеш 45+2′ - Диогу Жота 82′ |

| Испания     | 1:2     | Швейцария                  |
| ----------- | ------- | -------------------------- |
| - Альба 55′ | (отчёт) | - Аканджи 21′ - Эмболо 58′ |

| Португалия | 0:1     | Испания      |
| ---------- | ------- | ------------ |
|            | (отчёт) | - Мората 88′ |

| Швейцария                  | 2:1     | Чехия     |
| -------------------------- | ------- | --------- |
| - Фройлер 29′ - Эмболо 30′ | (отчёт) | - Шик 45′ |

### Группа A3
| Поз | Команда  | И | В | Н | П | МЗ | МП | РМ | О  | Квалификация или выбывание          |     | Италия | Венгрия | Германия | Англия |
| --- | -------- | - | - | - | - | -- | -- | -- | -- | ----------------------------------- | --- | ------ | ------- | -------- | ------ |
| 1   | Италия   | 6 | 3 | 2 | 1 | 8  | 7  | +1 | 11 | Выход в Финальную стадию Лиги наций |     | —      | 2:1     | 1:1      | 1:0    |
| 2   | Венгрия  | 6 | 3 | 1 | 2 | 8  | 5  | +3 | 10 |                                     |     | 0:2    | —       | 1:1      | 1:0    |
| 3   | Германия | 6 | 1 | 4 | 1 | 11 | 9  | +2 | 7  |                                     | 5:2 | 0:1    | —       | 1:1      |        |
| 4   | Англия   | 6 | 0 | 3 | 3 | 4  | 10 | −6 | 3  | Вылет в Лигу B                      |     | 0:0    | 0:4     | 3:3      | —      |

| Венгрия             | 1:0     | Англия |
| ------------------- | ------- | ------ |
| Собослаи 66′ (пен.) | (отчёт) |        |

| Италия         | 1:1     | Германия   |
| -------------- | ------- | ---------- |
| Пеллегрини 70′ | (отчёт) | Киммих 73′ |

| Германия      | 1:1     | Англия            |
| ------------- | ------- | ----------------- |
| - Хофманн 50′ | (отчёт) | - Кейн 88′ (пен.) |

| Италия                         | 2:1     | Венгрия              |
| ------------------------------ | ------- | -------------------- |
| - Барелла 30′ - Пеллегрини 45′ | (отчёт) | - Манчини 61′ (авт.) |

| Англия | 0:0     | Италия |
| ------ | ------- | ------ |
|        | (отчёт) |        |

| Венгрия | 1:1     | Германия   |
| ------- | ------- | ---------- |
| Надь 6′ | (отчёт) | Хофманн 9′ |

| Англия | 0:4     | Венгрия                                   |
| ------ | ------- | ----------------------------------------- |
|        | (отчёт) | - Шаллаи 16′, 70′ - Надь 80′ - Газдаг 89′ |

| Германия                                                            | 5:2     | Италия                       |
| ------------------------------------------------------------------- | ------- | ---------------------------- |
| - Киммих 10′ - Гюндоган 45+4′ (пен.) - Мюллер 51′ - Вернер 68′, 69′ | (отчёт) | - Ньонто 78′ - Бастони 90+4′ |

| Германия | 0:1     | Венгрия   |
| -------- | ------- | --------- |
|          | (отчёт) | Салаи 17′ |

| Италия        | 1:0     | Англия |
| ------------- | ------- | ------ |
| Распадори 68′ | (отчёт) |        |

| Англия                                  | 3:3     | Германия                                |
| --------------------------------------- | ------- | --------------------------------------- |
| - Шоу 71′ - Маунт 75′ - Кейн 83′ (пен.) | (отчёт) | - Гюндоган 52′ (пен.) - Хаверц 67′, 87′ |

| Венгрия | 0:2     | Италия                        |
| ------- | ------- | ----------------------------- |
|         | (отчёт) | - Распадори 27′ - Димарко 52′ |

### Группа A4
| Поз | Команда    | И | В | Н | П | МЗ | МП | РМ | О  | Квалификация или выбывание          |     | Нидерланды | Бельгия | Польша | Уэльс |
| --- | ---------- | - | - | - | - | -- | -- | -- | -- | ----------------------------------- | --- | ---------- | ------- | ------ | ----- |
| 1   | Нидерланды | 6 | 5 | 1 | 0 | 14 | 6  | +8 | 16 | Выход в Финальную стадию Лиги наций |     | —          | 1:0     | 2:2    | 3:2   |
| 2   | Бельгия    | 6 | 3 | 1 | 2 | 11 | 8  | +3 | 10 |                                     |     | 1:4        | —       | 6:1    | 2:1   |
| 3   | Польша     | 6 | 2 | 1 | 3 | 6  | 12 | −6 | 7  |                                     | 0:2 | 0:1        | —       | 2:1    |       |
| 4   | Уэльс      | 6 | 0 | 1 | 5 | 6  | 11 | −5 | 1  | Вылет в Лигу B                      |     | 1:2        | 1:1     | 0:1    | —     |

| Польша                            | 2:1     | Уэльс         |
| --------------------------------- | ------- | ------------- |
| - Каминьский 72′ - Свидерский 85′ | (отчёт) | - Уильямс 52′ |

| Бельгия          | 1:4     | Нидерланды                                    |
| ---------------- | ------- | --------------------------------------------- |
| - Батшуайи 90+3′ | (отчёт) | - Бергвейн 40′ - Депай 51′, 65′ - Дюмфрис 61′ |

| Бельгия                                                                          | 6:1     | Польша             |
| -------------------------------------------------------------------------------- | ------- | ------------------ |
| - Витсель 42′ - Де Брёйне 59′ - Троссард 73′, 80′ - Дендонкер 83′ - Опенда 90+3′ | (отчёт) | - Левандовский 28′ |

| Уэльс                    | 1:2     | Нидерланды                        |
| ------------------------ | ------- | --------------------------------- |
| - Норрингтон-Дэвис 90+2′ | (отчёт) | - Копмейнерс 50′ - Вегхорст 90+4′ |

| Нидерланды                  | 2:2     | Польша                     |
| --------------------------- | ------- | -------------------------- |
| - Классен 51′ - Дюмфрис 54′ | (отчёт) | - Кэш 18′ - Зелиньский 49′ |

| Уэльс         | 1:1     | Бельгия        |
| ------------- | ------- | -------------- |
| - Джонсон 86′ | (отчёт) | - Тилеманс 51′ |

| Нидерланды                           | 3:2     | Уэльс                             |
| ------------------------------------ | ------- | --------------------------------- |
| - Ланг 17′ - Гакпо 23′ - Депай 90+3′ | (отчёт) | - Джонсон 26′ - Бейл 90+2′ (пен.) |

| Польша | 0:1     | Бельгия        |
| ------ | ------- | -------------- |
|        | (отчёт) | - Батшуайи 16′ |

| Бельгия                        | 2:1     | Уэльс   |
| ------------------------------ | ------- | ------- |
| - Де Брёйне 10′ - Батшуайи 37′ | (отчёт) | Мур 50′ |

| Польша | 0:2     | Нидерланды                 |
| ------ | ------- | -------------------------- |
|        | (отчёт) | - Гакпо 14′ - Бергвейн 60′ |

| Нидерланды     | 1:0     | Бельгия |
| -------------- | ------- | ------- |
| - Ван Дейк 73′ | (отчёт) |         |

| Уэльс | 0:1     | Польша           |
| ----- | ------- | ---------------- |
|       | (отчёт) | - Свидерский 57′ |

## Финальная стадия

### Сетка
|  | Полуфиналы          | Полуфиналы     |                      |       | Финал | Финал |
|  |                     |                |                      |       |       |       |
|  | 14 июня — Роттердам |                |                      |       |       |       |
|  |                     |                |                      |       |       |       |
|  | Нидерланды          | 2              |                      |       |       |       |
|  | Нидерланды          | 2              | 18 июня — Роттердам  |       |       |       |
|  | Хорватия (д. в.)    | 4              |                      |       |       |       |
|  | Хорватия (д. в.)    | 4              | Хорватия             | 0 (4) |       |       |
|  | 15 июня — Энсхеде   |                | Хорватия             | 0 (4) |       |       |
|  |                     | Испания (пен.) | 0 (5)                |       |       |       |
|  | Испания             | Испания (пен.) | 0 (5)                | 2     |       |       |
|  | Испания             |                |                      | 2     |       |       |
|  | Италия              | 1              |                      |       |       |       |
|  | Италия              | 1              | Матч за третье место |       |       |       |
|  |                     |                |                      |       |       |       |
|  | 18 июня — Энсхеде   |                |                      |       |       |       |
|  |                     |                |                      |       |       |       |
|  | Нидерланды          | 2              |                      |       |       |       |
|  | Нидерланды          | 2              |                      |       |       |       |
|  | Италия              | 3              |                      |       |       |       |

### Полуфиналы
| Нидерланды               | 2:4 (доп. вр.) | Хорватия                                                                |
| ------------------------ | -------------- | ----------------------------------------------------------------------- |
| - Мален 34′ - Ланг 90+6′ | (отчёт)        | - Крамарич 55′ (пен.) - Пашалич 72′ - Петкович 98′ - Модрич 116′ (пен.) |

| Испания                | 2:1     | Италия                |
| ---------------------- | ------- | --------------------- |
| - Пино 3′ - Хоселу 88′ | (отчёт) | - Иммобиле 11′ (пен.) |

### Матч за 3-е место
| Нидерланды                     | 2:3     | Италия                                  |
| ------------------------------ | ------- | --------------------------------------- |
| - Бергвейн 68′ - Вейналдум 89′ | (отчёт) | - Димарко 6′ - Фраттези 20′ - Кьеза 72′ |

### Финал
| Хорватия                                                  | 0:0 (доп. вр.) | Испания                                                  |
| --------------------------------------------------------- | -------------- | -------------------------------------------------------- |
|                                                           | (отчёт)        |                                                          |
| Пенальти                                                  |                |                                                          |
| - Влашич - Брозович - Модрич - Майер - Перишич - Петкович | 4:5            | - Хоселу - Родри - Мерино - Асенсио - Ляпорт - Карвахаль |

## Общий рейтинг лиги
16 команд лиги A будут расположены в общем рейтинге Лиги наций 2022-23 в соответствии со следующими правилами:
- Команды, занявшие 1-е место в группах будут расположены с 1-го по 4-е место в соответствии с результатами в финальной стадии Лиги Наций.
- Команды, занявшие 2-е место в группах будут расположены с 5-го по 8-е место в соответствии с результатами в групповом этапе.
- Команды, занявшие 3-е место в группах будут расположены с 9-го по 12-е место в соответствии с результатами в групповом этапе.
- Команды, занявшие 4-е место в группах будут расположены с 13-го по 16-е место в соответствии с результатами в групповом этапе.

| Поз | Гр. | Команда    | И | В | Н | П | МЗ | МП | РМ | О  |
| --- | --- | ---------- | - | - | - | - | -- | -- | -- | -- |
| 1   | A2  | Испания    | 6 | 3 | 2 | 1 | 8  | 5  | +3 | 11 |
| 2   | A1  | Хорватия   | 6 | 4 | 1 | 1 | 8  | 6  | +2 | 13 |
| 3   | A3  | Италия     | 6 | 3 | 2 | 1 | 8  | 7  | +1 | 11 |
| 4   | A4  | Нидерланды | 6 | 5 | 1 | 0 | 14 | 6  | +8 | 16 |
|     |     |            |   |   |   |   |    |    |    |    |
| 5   | A1  | Дания      | 6 | 4 | 0 | 2 | 9  | 5  | +4 | 12 |
| 6   | A2  | Португалия | 6 | 3 | 1 | 2 | 11 | 3  | +8 | 10 |
| 7   | A4  | Бельгия    | 6 | 3 | 1 | 2 | 11 | 8  | +3 | 10 |
| 8   | A3  | Венгрия    | 6 | 3 | 1 | 2 | 8  | 5  | +3 | 10 |
|     |     |            |   |   |   |   |    |    |    |    |
| 9   | A2  | Швейцария  | 6 | 3 | 0 | 3 | 6  | 9  | −3 | 9  |
| 10  | A3  | Германия   | 6 | 1 | 4 | 1 | 11 | 9  | +2 | 7  |
| 11  | A4  | Польша     | 6 | 2 | 1 | 3 | 6  | 12 | −6 | 7  |
| 12  | A1  | Франция    | 6 | 1 | 2 | 3 | 5  | 7  | −2 | 5  |
|     |     |            |   |   |   |   |    |    |    |    |
| 13  | A1  | Австрия    | 6 | 1 | 1 | 4 | 6  | 10 | −4 | 4  |
| 14  | A2  | Чехия      | 6 | 1 | 1 | 4 | 5  | 13 | −8 | 4  |
| 15  | A3  | Англия     | 6 | 0 | 3 | 3 | 4  | 10 | −6 | 3  |
| 16  | A4  | Уэльс      | 6 | 0 | 1 | 5 | 6  | 11 | −5 | 1  |